# Rodinná záležitost
Rodinná záležitost (v anglickém originále Family Business; v původním českém překladu Rodinný podnik) je v pořadí dvacátá třetí epizoda třetí sezóny seriálu Star Trek: Stanice Deep Space Nine.
Quark se vrátí na Ferenginar, aby dohlédl na svoji matku poté, co byla obviněna Ferengijskou obchodní inspekcí, že porušila zákon o zisku.

## Příběh
Kontrolor Brunt z Ferengijské obchodní inspekce provádí v baru u Quarka kontrolu norem kvůli nesprávnému dohledu nad členem rodiny. Quarkova a Romova matka Ishka je totiž obviněna z generování zisku, což je pro ferengské ženy nelegální aktivita. Jakožto nejstarší muž v rodině je Quark za ni zodpovědný. Společně s Romem se proto vydá na svoji domovskou planetu Ferenginar, kde musí Ishku přesvědčit, aby se podle ferengských zákonů přiznala. Bratři přijedou do svého domu společně s kontrolorem Bruntem, Quark ale matku nepříliš rád znovu nevidí. Všichni jsou ale překvapeni, neboť najdou Ishku oblečenou, což je pro ferengské ženy rovněž nelegální. Brunt poví Quarkovi, že má tři dny na to, aby matka podepsala přiznání, a poté odejde. Později při večeři Ishka potvrdí, že porušila zákony investováním části svých měsíčních příjmů, které od Quarka dostávala. Vydělala však pouhé tři pruty do zlata raženého latinia. Přesto se odmítá oficiálně přiznat, čímž svého nejstaršího syna ještě více naštve.
Ve svém pokoji sdělí Ishka Romovi, že si nemyslí, že dělala špatné věci – je to pro ni otázka cti a důkaz, že je schopná generovat zisk stejně jako muži. Quark však zjistí, že matka je ve skutečnosti zapletená do řady obchodních transakcí pod desítkami falešných jmen, čímž vydělala mnohem víc než tři pruty latinia. Dokonce i kdyby Quark prodal všechno, co vlastní, nebyl by schopen vrátit zpátky vše, co jeho matka vydělala. Zkrátka by skončil na mizině.
Quark s tímto obeznámí Ishku, která jej obviní, že žárlí na její finanční prozíravost, stejně jako jeho zemřelý otec. Po této hádce se rozhodne rozzuřený Quark předhodit matku FOI. Rom se ho pokusí zastavit, ale rozhovor přeroste ve rvačku, po které Ishka prohlásí, že pokud Quark trvá na oznámení jejích tajných transakcí, pak mu nebude stát v cestě. Ve Věži obchodu čeká Quark před Bruntovou kanceláří, když se najednou objeví Rom se zprávou, že se Ishka chce s Quarkem v zisku napůl rozdělit. Barman tak uvidí celou záležitost v jiném světle a rychle spěchá domů, aby přijal matčinu nabídku. Když však přijde za Ishkou, zjistí, že Rom oběma lhal, aby spolu vůbec začali mluvit. Po rozhovoru nakonec Ishka řekne Quarkovi, že podepíše přiznání a vrátí peníze zpět. Matka nakonec skutečně Bruntovi podepíše doznání viny a vydělanou částku vrátí a také se rozloučí s Quarkem, který míří zpět na Deep Spance Nine. Zůstane chvíli sama s Romem, kterému odhalí, že přelstila Quarka i FOI, neboť se přiznala pouze ke třetině celkového zisku.
Na stanici se mezitím komandér Sisko seznamuje s Kasidy Yatesovou, kapitánem nákladní lodi, se kterou si začne brzy rozumět, mimo jiné také díky baseballu.

## Zajímavosti
- V této epizodě poprvé vystoupí tři vedlejší postavy, které budou hrát větší role v pozdějších řadách seriálu. Jedná se o Quarkovu a Romovu matku Ishku, kontrolora FOI Brunta a kapitána Kasidy Yatesovou, o které se Jake tátovi zmiňoval již v předchozí epizodě.